# Dylan (linguagem de programação)
Dylan é uma linguagem de programação Multiparadigma criada pela Apple Computer.

## História
A Linguagem DYLAN foi criada nos anos 90 pela Apple Computer, nome vem da junção de DYNAMIC LANGUAGE (Linguagem Dinâmica),  para ser implementada ao projeto Newton MessagePad da Apple. Pode-se utilizar programação funcional (cálculos matemáticos) e orientada objeto
Porém o projeto não atingiu maturidade suficiente para ser implementado no prazo e em 1995 a Apple substitui DYLAN por uma mistura de C e NewtonScript em seu tablet.
A Apple acabou disponibilizando uma versão da linguagem para uso livre, além do manual de refêrencia do Dylan escrito por (David Moon e Orca Starbcuk). A partir desse momento, a Harlequin (Empresa de Software) lançou uma IDE Dylan comercial para Microsoft Windows e Carnegie Mellon University lançou um compilador de código aberto para o sistema Unix.
Após o fechamento e divisão da Harlequin, surgiu uma comunidade forte de código aberto em 2003, responsável por reviver o Dylan, elaborando o projeto e compilador Opendylan, disponível no site http://opendylan.org.

## Exemplos de código

### Hello world
```
module: hello

format-out("Hello, world\n");

```